# Вощина Іван Миронович
Вощина Іван Миронович (6 вересня 1957, Сокільники, Львівська область, УРСР — 5 вересня 2015, Луцьк, Україна) — український музикант, перкусіоніст, ударник гурту «Піккардійська терція» та «The Mandry» («Львівські мандри»). Працював із «Піккардійською терцією» з 2008 року.
У складі «Піккардійської терції» дав свій останній концерт у Луцьку 5 вересня 2015 року, одразу після якого раптово помер прямо у гримерці. За словами організаторів концерту, попередньою причиною раптової смерті артиста став тромбоз. Музикант не дожив усього 1 день до свого 58-річчя.
Івана Вощину було поховано на Сокільницькому цвинтарі в його рідному селі.